# کریستیانا کاپوتوندی
کریستیانا کاپوتوندی (ایتالیایی: Cristiana Capotondi؛ زادهٔ ۱۳ سپتامبر ۱۹۸۰) هنرپیشه اهل ایتالیا است.
وی بازیگر فیلم‌ها و سریال‌هایی همچون سیسی، پسر طلایی، کریسمس عشق و بدترین هفته زندگی‌ام بوده است.